# Christopher Woodcroft
Christopher Woodcroft (ur. 14 marca 1965 w Hamilton) – kanadyjski zapaśnik w stylu wolnym. Dwukrotny olimpijczyk. Ósmy w Barcelonie 1992 i odpadł w eliminacjach turnieju w Seulu 1988. Walczył w kategorii 52 kg
Ósme na mistrzostwach świata w 1987 i dziewiąte w 1991. Piąty w Pucharze Świata w 1989, 1990 i 1991. Zdobył brązowy medal na igrzyskach panamerykańskich w 1987 i dwa medale na mistrzostwach panamerykańskich, w 1992 srebro a w 1987 roku, brąz. Złoty medal Igrzysk Wspólnoty Narodów w 1986 roku.
Brat zapaśnika i olimpijczyka Grega Woodcrofta.